# 兩岸定期航線
兩岸航線是指台灣海峽兩岸之間的民用航空班機，因為戰爭因素曾有50多年的時間沒有通航，1980年代後兩岸以第三地中轉方式互通。海峽兩岸關係破冰後直飛起始於2003年，原以包機形式運作，2009年後改為定期航線並逐漸成長，成為亞洲重要民航市場之一。另外由於地理位置，兩岸航線關係的改善，也授權台灣航班飛躍中國大陸領空與領海，對於經營歐洲、中東、東南亞的交通網路有著重要的意義。

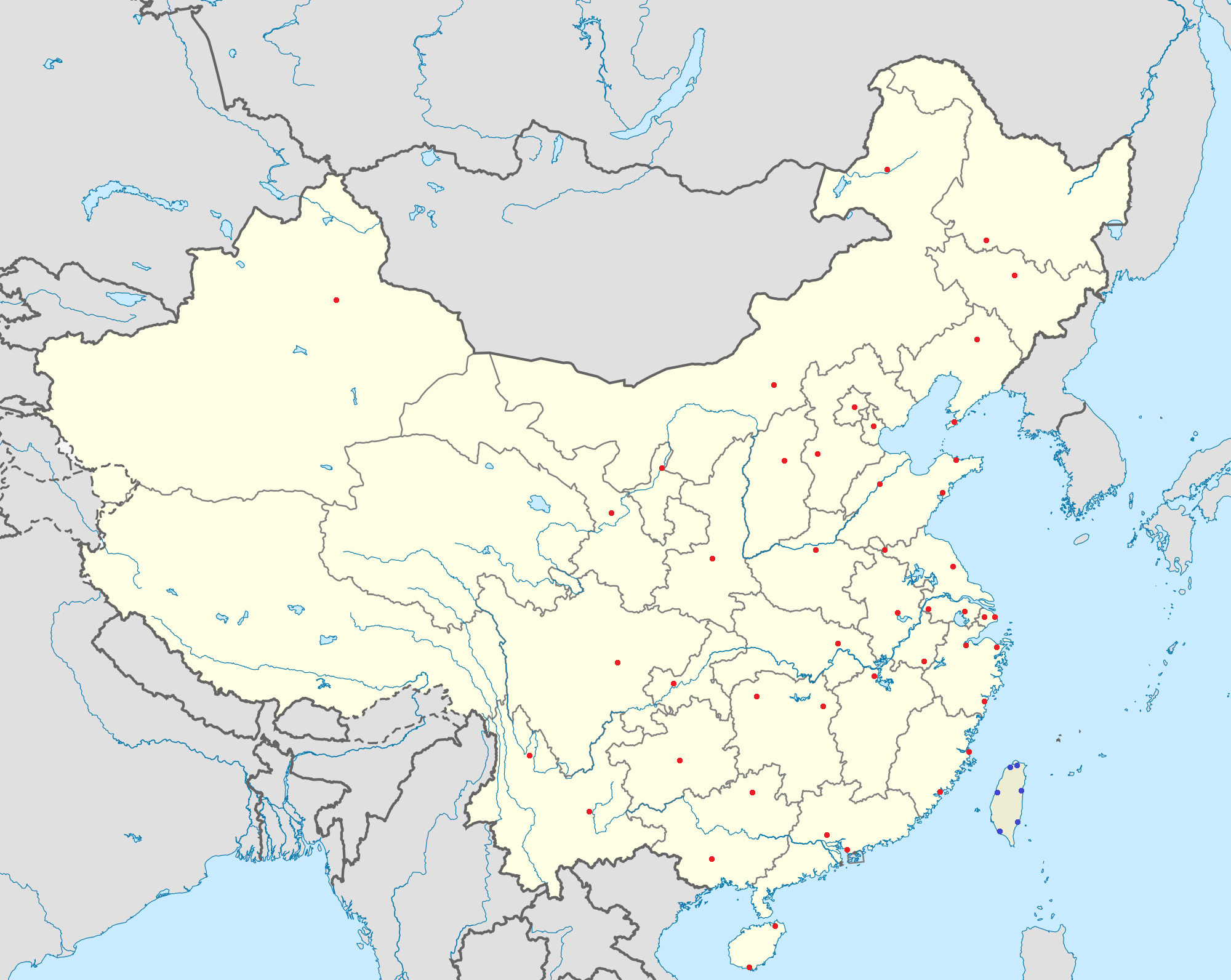
2013年6月兩岸已開通定期航線的機場。

## 历史背景
兩岸包機是海峽兩岸自1949年中国共产党在中国大陸地區建立政权、中華民國政府退守台灣，两岸的政府处于内战状态至今，至1979年前斷絕任何形式的官方交流50多年後，再度重現的兩岸交流是目前非正式和平的其中一個重要的體現。
在三不政策的影響下，兩岸在意識形態不同而斷絕任何方式的來往，包括航運。兩岸之間沒有民航客貨機往來。期間只有因為政見不同或尋求對方政治庇護的劫機者非法地將飛機駕駛到對岸。
自1980年代起，中華人民共和國政府實施改革開放政策，吸引外資到中國大陸投資，和中華民國政府放寬以探親方式容許居民到大陸，兩岸民間的航運需求大增。不過，由於台灣和中國大陸沒有直接空運，旅客和台商均須乘搭兩程飛機，在第三地（通常是香港及澳門，也有少數經韓國濟州島、日本琉球）轉機再乘第二程飛機，方可到達對岸城市。動輒需時半天，尤其是當接近時令節日，大批台商需要由中國大陸返回台灣渡節，多時間航程對他們帶來不便。
為解決問題，台灣的中國台商發展促進協會理事長、時任立法委員章孝嚴首先於2002年10月27日提出「大陸台商春節返鄉專案」，獲得台灣各界呼應，工商航運界的關注和支持。

## 兩岸包機時序表
- 2003年及2005年僅限於在中國大陆投資的臺商及其家眷，而不包括在中國大陆求學的臺灣學生及以旅遊探親等為目的的臺灣居民，故此兩次包機稱為「臺商春節包機」。
- 2006年，臺灣居民包機正式將搭乘對象擴展至持「合法證件」的臺灣居民，稱爲「臺灣居民包機」；同年7月起開放「專案貨運包機」[8]；同年中秋開始，包机实现节日化，即在清明、端午、中秋、春節四个傳統节日期间进行[9]。
- 2007年起擴及「緊急醫療包機」[10] 和貨運包機。
- 2008年汶川大地震之後，開辦「人道救援包機」，接返滯留四川的臺灣旅客並運送救援人員和物資到四川；同年7月4日起，擴大為「週末包機」，不限臺灣居民搭乘，更開放讓中國大陸及其他國家与地区人士搭乘；同年12月15日，两岸包机常态化，并“截弯取直”，实现真正直接直航，不过此次只开放了北方航路的直航（两岸的上海空管中心和台北空管中心在SULEM交界点直接交接），南方航路仍未开放，因此广州、深圳等地至台湾南部仍然是使用旧航路较为便捷。
- 2009年8月31日起，兩岸包機改成兩岸定期班機[11]。

## 2003年台商春節包機

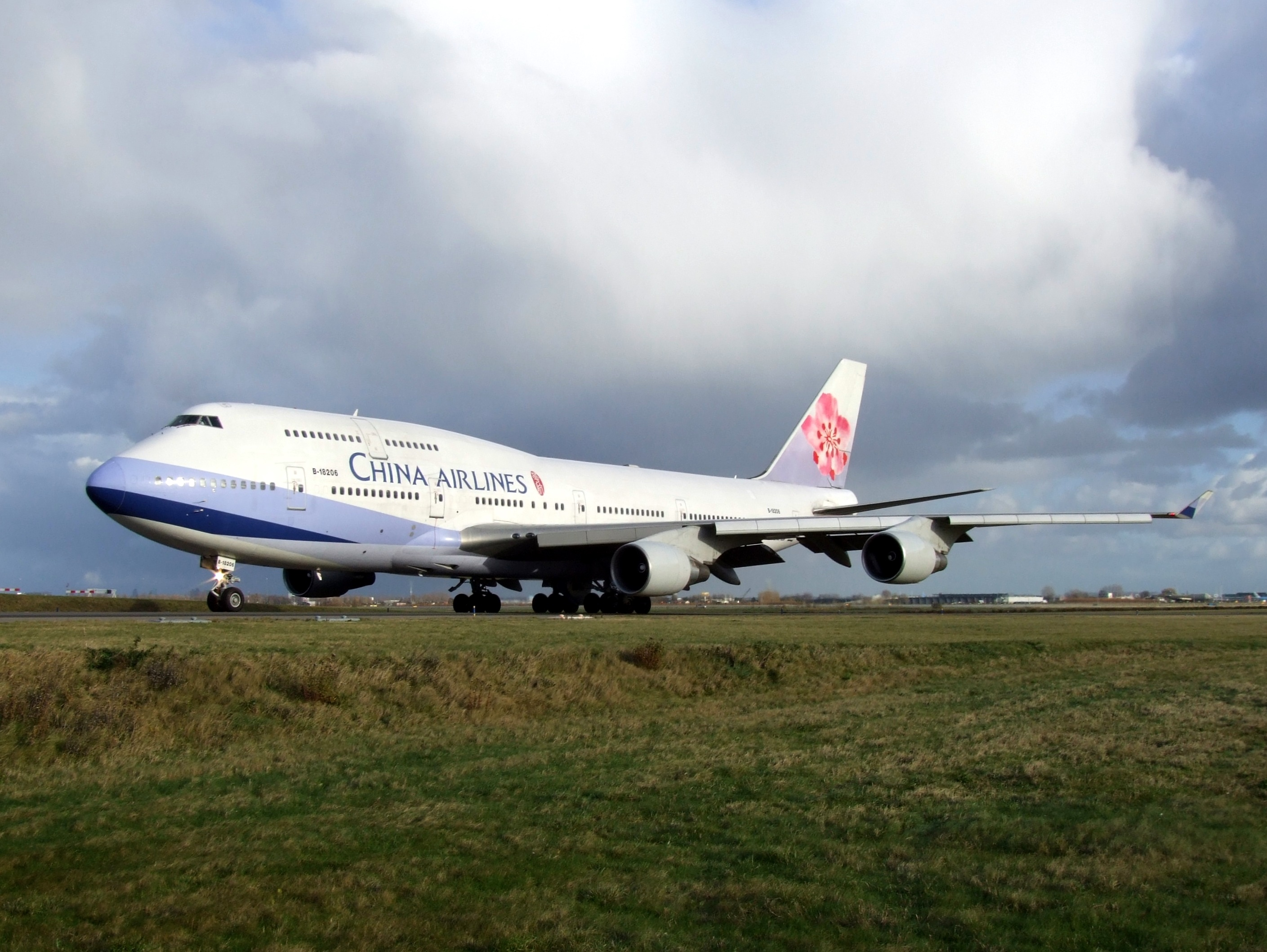
執行首班台商春節包機的B-18206號客機（該機現已改為天合聯盟塗裝）

- 時間：2003年1月26日至2月10日
- 航班數目：16
- 主要對象：台商
- 往來城市：上海、台北、高雄
- 負責航空公司：6間屬於台灣的航空公司
- 總客運量：約2,600人次
- 特色：單向性、間接直航

### 大事紀
- 2002年10月27日：由立法委員章孝嚴（後改姓為蔣孝嚴）提出《大陸台商春節返鄉專案》即是「包機直航」方案，提議在春節時段，專案容許台灣的航空公司航機，以定點、定時、定對像方式，專程接載台商往返上海和台北。專案獲北京方面的積極回應。
- 2002年10月30日：中共中央台灣工作辦公室發表聲明，表示願採取積極措施，讓台商以各種便捷方式返台過春節。同時提出「平等互利原則」，讓大陆的航機也能參與春節包機運輸。不過，該提議沒有得到中華民國政府的認同。
- 2002年12月4日，中華民國政府通過《大陸台商春節返鄉專案》規定，內容包括：

1. 只允許台灣民航業者申請在春節期間，以包機方式運載台商返台；
2. 包機出發航點只限台北和高雄，抵達機場只限上海浦東國際機場或虹橋機場；
3. 包機來回均須在香港或澳門作為中途停站，不准在中途站上落客；
4. 乘客只能是台商及其眷屬。

- 2002年底至2003年初，台灣方面共有6間航空公司向台灣及北京當局申請2003年春節包機服務。
- 2003年1月26日：清晨3時55分中華航空公司編號CI585波音747客機，由正機長張以松、陳蓓蓓帶領機組人員，空機從中正國際機場起飛，中途停香港，並在上午8時52分成功降落上海浦東機場，為54年來中華民國航機首次合法降落大陸地區。
- 2003年1月26日：上午11時15分，該中華航空公司客機接載222名返鄉台商及眷屬，由上海浦東國際機場成功起飛，中途停經香港國際機場，下午3時40分返抵中正國際機場。
- 2003年1月26日：同日，復興航空編號GE386空中巴士A320客機，在早上8時20分從台北空機起飛，經停澳門後，在中午12時40分抵達上海浦東國際機場，再於下午2時載運137名台商由上海起飛，經停澳門後，於下午6時15分抵達高雄小港國際機場。
- 2003年1月26日至2月9日：6間台灣航空公司擔負起共16次台商包機航班。（詳見下表）
- 2003年2月9日：中華航空公司CI585班機成為2003年春節台商包機的最後一班。接載237名台商，由台北起飛，於當晚11時14分抵上海浦東。

### 航班紀錄
| 航空公司 | 從上海接載台商返台航班          | 經停站 | 從台灣載台商返滬航班         |
| -------- | ------------------------------- | ------ | ---------------------------- |
| 中華航空 | 2003年1月26日                   | 香港   | 2003年2月9日                 |
| 復興航空 | 2003年1月26日                   | 澳門   | 2003年2月7日                 |
| 遠東航空 | 2003年1月27、28、29日 （共3班） | 澳門   | 2003年2月5、6、7日 （共3班） |
| 長榮航空 | 2003年1月29日                   | 澳門   | 2003年2月8日                 |
| 立榮航空 | 2003年1月29日                   | 澳門   | 2003年2月8日                 |
| 華信航空 | 2003年1月30日                   | 香港   | 2003年2月7日                 |

註：2003年春節（農曆年初一）訂於2003年2月1日。

### 花絮
中華航空搶先為首航，但由於要遵守單向載客的規定，華航前赴首航的只有機長張以松、正駕駛員陳蓓蓓、副駕駛員何芳等23名機組成員，另外有中華民國交通部飛行安全人員，2名海基會官員及華航公司職員等14人。華航總經理魏幸雄則陪同海基會副秘書長詹志宏等走出貴賓室登機。當華航首航班機在上海浦東國際機場停降定後，機場人員打出了「熱烈歡迎中華航空公司包機首航上海」的巨型紅色橫額，並安排舞龍舞獅的慶祝儀式。華航總經理魏幸雄和全體機組人員走出機艙向人們揮手致意，兩岸推動台商包機的人員亦趁機合照，見證歷史的一刻，並為當天曾下過雨的冷天帶來喜氣洋洋。不過，海基會副秘書長詹志宏卻僅下機致意，並沒有出席隨後在機場貴賓廳舉行的酒會。詹志宏聲稱「來不及」參予，但據了解由於在華航出發前，接獲大陸方面通知要求華航人員須獲簽台胞證才准許落地，雖然要求有違國際民航慣例，但陸委會和海基會讓步，同意華航機組人員使用台胞證，但海基會副秘書長因身份尷尬，不希望用台胞證，故未有隨行到酒會，下機致意後留在客機上。
在桃園國際機場，也由華航布置了一個小小的歡迎會場，迎接台商乘首航包機抵台灣。華航董事長李雲寧希望「兩岸直航越快越好，『明天最好』」。
至於首航日復興航空客機亦執行運載台商返高雄。不過，高雄小港國際機場的「歡迎」場面有與桃園有點不同，數十名制服及便衣警察，分別持槍在空橋上沿線布哨，等台商入境。

## 2005年台商春節包機

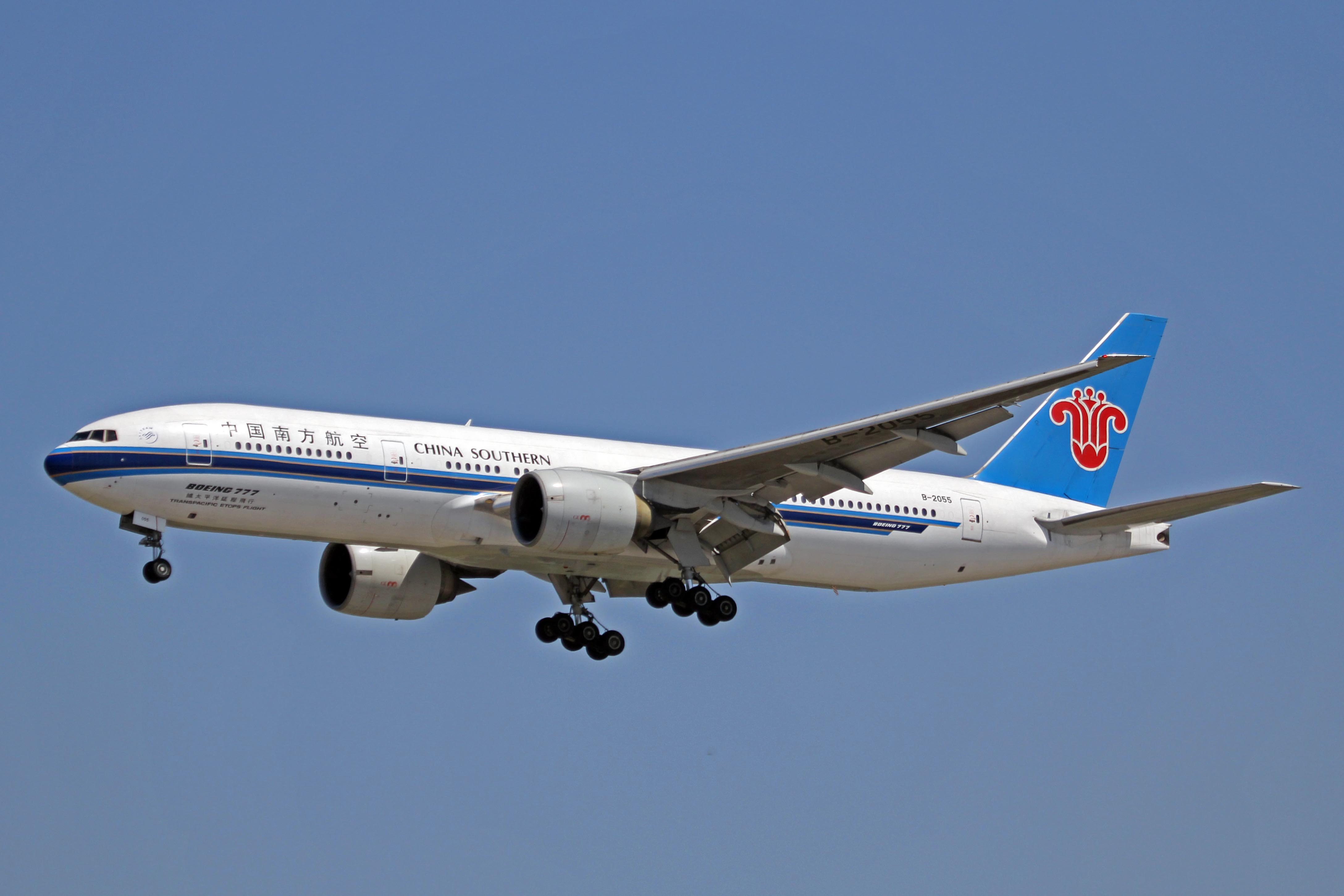
編號為B-2055的波音777-200ER為第一架合法降落台灣的中國大陸民航機

隨著2003年的台商春節包機完成，兩岸繼續商談於2004年春節再辦包機直航的可能性。可是，當春節包機再次提上議事日程時，大陆民航部門根據通航慣例和公平原則提出兩岸航空業者「對飛、不經停第三地」的方案，但台灣政府仍然堅持必須經停第三地，並將中國海協會與台灣海基會恢復商談作為對飛的前提，但由於陳水扁否認「九二共識」，是大陆不容許以海基海協方式商談的死結，雙方談不攏，2004年春節包機亦未能成事。
2004年末，章孝嚴因應台商對春節包機的熱烈要求，再度提出於2005年春節復辦台商春節包機。經過兩岸民航業界層面的一番努力，成功復辦春節包機。
- 日期：2005年1月29日至2月20日
- 航班：48
- 對象：主要是台商，另外亦有一些承包旅行團、甚至學生。
- 起落機場：中國大陆——北京、上海、廣州；台灣——台北、高雄
- 負責航空公司：中國大陆和台灣各由6間航空公司負責
- 總客運量：10,000多人次
- 特色：對飛、不經停第三地（但仍經由香港飛航情報區）

### 大事紀
- 2004年12月：台灣章孝嚴表達台商對春節包機的願望。
- 2005年1月2日：中共中央台辦發言人宣佈願意促成2005年春節包機的實現，並提出「共同參與、直接對飛、雙向載客、多點飛行」的原則，和建議以民間業者就春節包機有關技術性、業務性安排直接溝通，達成共識，做出安排，各自執行。
- 2005年1月9日：由章孝嚴帶領的台灣「推動台商春節包機參訪團」抵達北京。
- 2005年1月10日：中共中央台辦主任陳雲林和中國民用航空總局負責人與「推動台商春節包機參訪團」人員會面。陳雲林並表示願意努力促成此次台商春節包機。
- 2005年1月11日：會議中雙方曾透露，大陆方面希望除了台北、高雄之外，再開放台中航點，但台灣方面顧慮到台中機場屬於軍民兩用機場，不欲開放給大陆，故堅持只開放台北和高雄；台灣方面則希望大陆除了北京、上海之外，還可以開放廣州、廈門、重慶、深圳等共6個機場，而且，亦要求部份航機可以經過沖繩的飛航情報區，以省回飛經香港的飛航情報區的航程，但大陆方面不希望兩岸之間的航線與「國際航線」扯上關係，故只同意飛機飛經港澳上空。
- 2005年1月15日：兩岸民航業者在澳門協商並達成協議，具體內容如下：

1. 台商春節包機安排於2005年1月29日至2月20日。
2. 訂定兩岸的起降航點：北京、上海、廣州、台北及高雄。
3. 兩岸的航空業營運者均可向其對口單位申請台商春節包機，以「共同參與、直接對飛、雙載客、多點成行」方式運作。
4. 只限台商乘搭台商春節包機。
5. 包機中途必須飛經香港飛航情報區上空，惟不用在港澳降落。

- 2005年1月29日至2月20日：由大陆及台灣共12間航空公司（詳見下表）執行共48班2005年春節台商包機正式運作。
- 2005年1月29日：上午7時46分，中國國際航空公司編號CA1087航機成為首先由大陆起飛的台商包機，載著88名台商返台。台灣方面的首先起飛航班為中華航空公司編號CI581，由台北中正國際機場起飛。
- 2005年1月29日：上午9時20分，由廣州出發的中国南方航空公司編號CZ3097航機首先降落台北中正國際機場，南航成為56年來首家大陆航空公司合法降落台灣。這是由於地緣關係，廣州和台灣的距離較先飛的北京較近。
- 2005年2月20日：最後一班執行台商春節包機「金穗飄香」號（海南航空航班HU7952）於晚上9時30分降落北京首都國際機場，2005年台商春節包機任務正式完結。

### 航班紀錄

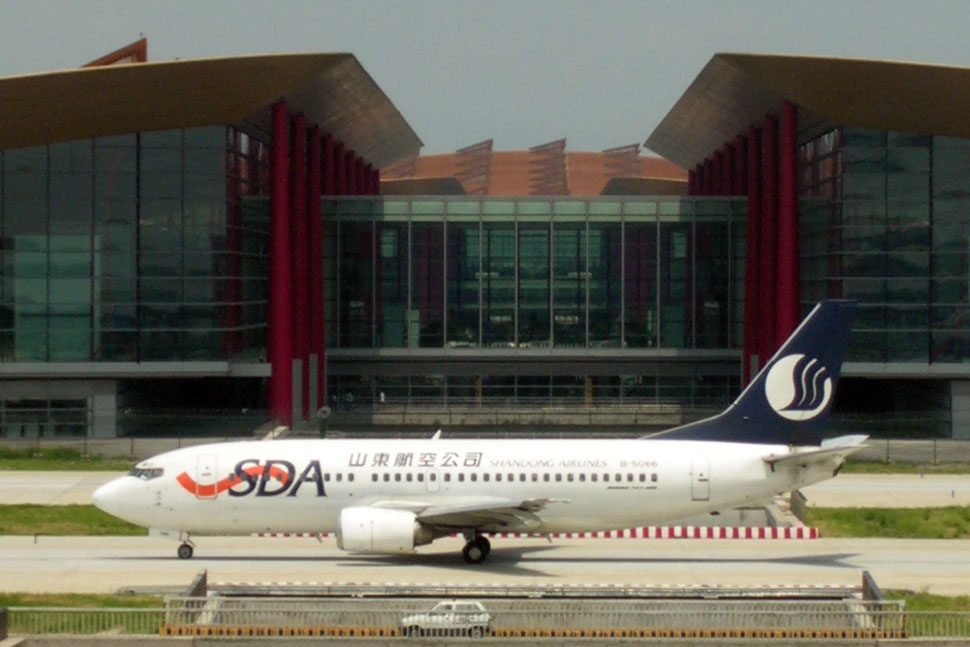
图中的山东航空波音737-300曾于2005年执飞两岸包机，用“国航 AIR CHINA 租用”字样覆盖机身上的山航标识

由兩岸12間航空公司提供共48航班（見下表）。編排方面，以中國大陆的航空公司較為有系統，將其下6間航空公司分成3組：中國國際航空（使用子公司山東航空的飛機飛行）和海南航空負責往來北京的航班；中國東方航空和上海航空公司負責往來上海的航班；而中國南方航空和廈門航空則負責往來廣州的航班。
台灣的6間負責航空公司分別為中華航空、華信航空、長榮航空、立榮航空、復興航空和遠東航空公司。台灣的航空公司在編排上較為靈活，貼近在中國台商的分佈和需求量：例如會將較多航班編排到廣州，因為在廣州的台商比上海和北京多，復興航空的絕大部份航班飛往廣州，立榮航空則著重高雄的台商，其所有航班均以高雄為起訖點。
以下是2005年春節台商包機各家航空公司的時刻表，注意其起航／抵航時間及飛機型號以實際狀況為準。
- 中國國際航空

| 航班   | 執行日期      | 起航時間 | 起航點 | 抵航點 | 抵航時間 | 飛機型號         |
| ------ | ------------- | -------- | ------ | ------ | -------- | ---------------- |
| CA1087 | 2005年1月29日 | 0800     | 北京   | 台北   | 1230     | 波音737          |
| CA1088 | 2005年1月29日 | 1500     | 台北   | 北京   | 1930     | （原CA1087客機） |
| CA1085 | 2005年1月29日 | 0810     | 北京   | 高雄   | 1240     | 波音737          |
| CA1086 | 2005年1月29日 | 1510     | 高雄   | 北京   | 1940     | （原CA1085客機） |
| CA1087 | 2005年2月5日  | 1000     | 北京   | 台北   | 1430     | 波音737          |
| CA1088 | 2005年2月5日  | 1600     | 台北   | 北京   | 2030     | （原CA1087客機） |
| CA1087 | 2005年2月13日 | 1000     | 北京   | 台北   | 1430     | 波音737          |
| CA1088 | 2005年2月13日 | 1600     | 台北   | 北京   | 2030     | （原CA1087客機） |

- 海南航空

| 航班   | 執行日期      | 起航時間 | 起航點 | 抵航點 | 抵航時間 | 飛機型號         |
| ------ | ------------- | -------- | ------ | ------ | -------- | ---------------- |
| HU7951 | 2005年1月29日 | 0815     | 北京   | 台北   | 1245     | 波音737-800      |
| HU7952 | 2005年1月29日 | 1445     | 台北   | 北京   | 1915     | （原HU7951客機） |
| HU7951 | 2005年2月20日 | 0800     | 北京   | 台北   | 1230     | 波音737-800      |
| HU7952 | 2005年2月20日 | 1430     | 台北   | 北京   | 1900     | （原HU7951客機） |

- 中國東方航空

| 航班  | 執行日期      | 起航時間 | 起航點   | 抵航點   | 抵航時間 | 飛機型號           |
| ----- | ------------- | -------- | -------- | -------- | -------- | ------------------ |
| MU579 | 2005年1月29日 | 0900     | 上海浦東 | 台北     | 1200     | 空中巴士A346       |
| MU580 | 2005年1月29日 | 1300     | 台北     | 上海浦東 | 1600     | （原MU579客機）    |
| MU579 | 2005年2月5日  | 0800     | 上海浦東 | 台北     | 1100     | 空中巴士A346       |
| MU580 | 2005年2月5日  | 1200     | 台北     | 上海浦東 | 1500     | （原MU579客機）    |
| MU579 | 2005年2月6日  | 0800     | 上海浦東 | 台北     | 1100     | 空中巴士A321       |
| MU580 | 2005年2月6日  | 1200     | 台北     | 上海浦東 | 1500     | （原MU579客機）    |
| MU569 | 2005年2月6日  | 1400     | 上海浦東 | 台北     | 1700     | 空中巴士A321       |
| MU570 | 2005年2月6日  | 1800     | 台北     | 上海浦東 | 2100     | （原MU569客機）    |
| MU579 | 2005年2月14日 | 1000     | 上海浦東 | 台北     | 1300     | 空中巴士A346或A321 |
| MU580 | 2005年2月14日 | 1400     | 台北     | 上海浦東 | 1700     | （原MU579客機）    |
| MU579 | 2005年2月15日 | 0900     | 上海浦東 | 台北     | 1200     | 空中巴士A346       |
| MU580 | 2005年2月15日 | 1300     | 台北     | 上海浦東 | 1600     | （原MU579客機）    |

- 上海航空

| 航班  | 執行日期      | 起航時間 | 起航點   | 抵航點   | 抵航時間 | 飛機型號        |
| ----- | ------------- | -------- | -------- | -------- | -------- | --------------- |
| FM807 | 2005年1月29日 | 0845     | 上海浦東 | 台北     | 1130     | 波音767         |
| FM808 | 2005年1月29日 | 1300     | 台北     | 上海浦東 | 1520     | （原FM807客機） |
| FM807 | 2005年2月5日  | 0900     | 上海浦東 | 台北     | 1145     | 波音767         |
| FM808 | 2005年2月5日  | 1245     | 台北     | 上海浦東 | 1505     | （原FM807客機） |
| FM809 | 2005年2月7日  | 1250     | 上海浦東 | 高雄     | 1530     | 波音757或737    |
| FM810 | 2005年2月7日  | 1700     | 高雄     | 上海浦東 | 1920     | （原FM809客機） |
| FM807 | 2005年2月17日 | 1430     | 上海浦東 | 台北     | 1715     | 波音767         |
| FM808 | 2005年2月17日 | 1830     | 台北     | 上海浦東 | 2050     | （原FM807客機） |

- 中國南方航空

| 航班   | 執行日期      | 起航時間 | 起航點 | 抵航點 | 抵航時間 | 飛機型號         |
| ------ | ------------- | -------- | ------ | ------ | -------- | ---------------- |
| CZ3097 | 2005年1月29日 | 0800     | 廣州   | 台北   | 0930     | 波音777B         |
| CZ3098 | 2005年1月29日 | 1230     | 台北   | 廣州   | 1410     | （原CZ3097客機） |
| CZ3097 | 2005年2月5日  | 1000     | 廣州   | 台北   | 1140     | 空中巴士A320     |
| CZ3098 | 2005年2月5日  | 1240     | 台北   | 廣州   | 1420     | （原CZ3097客機） |
| CZ3097 | 2005年2月7日  | 1000     | 廣州   | 台北   | 1140     | 空中巴士A320     |
| CZ3098 | 2005年2月7日  | 1240     | 台北   | 廣州   | 1420     | （原CZ3097客機） |
| CZ3097 | 2005年2月15日 | 1000     | 廣州   | 台北   | 1140     | 空中巴士A320     |
| CZ3098 | 2005年2月15日 | 1240     | 台北   | 廣州   | 1420     | （原CZ3097客機） |

- 廈門航空

| 航班  | 執行日期      | 起航時間 | 起航點 | 抵航點 | 抵航時間 | 飛機型號        |
| ----- | ------------- | -------- | ------ | ------ | -------- | --------------- |
| MF881 | 2005年1月29日 | 0815     | 廣州   | 台北   | 0945     | 波音757         |
| MF882 | 2005年1月29日 | 1145     | 台北   | 廣州   | 1325     | （原MF881客機） |
| MF883 | 2005年2月2日  | 1640     | 廣州   | 高雄   | 1755     | 波音757         |
| MF884 | 2005年2月2日  | 1955     | 高雄   | 廣州   | 2125     | （原MF883客機） |
| MF881 | 2005年2月16日 | 0900     | 廣州   | 台北   | 1030     | 波音757         |
| MF882 | 2005年2月16日 | 1130     | 台北   | 廣州   | 1310     | （原MF881客機） |
| MF883 | 2005年2月18日 | 0900     | 廣州   | 高雄   | 1015     | 波音757         |
| MF884 | 2005年2月18日 | 1115     | 高雄   | 廣州   | 1245     | （原MF883客機） |

- 中華航空

| 航班  | 執行日期      | 起航時間 | 起航點   | 抵航點   | 抵航時間 | 飛機型號        |
| ----- | ------------- | -------- | -------- | -------- | -------- | --------------- |
| CI581 | 2005年1月29日 | 0800     | 台北     | 北京     | 1220     | 空中巴士A333    |
| CI582 | 2005年1月29日 | 1520     | 北京     | 台北     | 1925     | （原CI581客機） |
| CI585 | 2005年2月5日  | 0630     | 台北     | 上海浦東 | 0940     | 空中巴士A333    |
| CI586 | 2005年2月5日  | 1140     | 上海浦東 | 台北     | 1500     | （原CI585客機） |
| CI583 | 2005年2月5日  | 1630     | 台北     | 廣州     | 1830     | 空中巴士A333    |
| CI584 | 2005年2月5日  | 2030     | 廣州     | 台北     | 2210     | （原CI583客機） |
| CI581 | 2005年2月14日 | 0900     | 台北     | 北京     | 1015     | 空中巴士A333    |
| CI582 | 2005年2月14日 | 1115     | 北京     | 台北     | 1245     | （原CI581客機） |

- 華信航空

| 航班  | 執行日期      | 起航時間 | 起航點   | 抵航點   | 抵航時間 | 飛機型號        |
| ----- | ------------- | -------- | -------- | -------- | -------- | --------------- |
| AE873 | 2005年2月13日 | 0700     | 台北     | 廣州     | 0910     | 波音738-F100    |
| AE874 | 2005年2月13日 | 1010     | 廣州     | 台北     | 1200     | （原AE873客機） |
| AE871 | 2005年2月15日 | 0900     | 台北     | 上海浦東 | 1220     | 波音738-F100    |
| AE872 | 2005年2月15日 | 1320     | 上海浦東 | 台北     | 1650     | （原AE871客機） |
| AE873 | 2005年2月15日 | 1800     | 台北     | 廣州     | 2010     | 波音738-F100    |
| AE874 | 2005年2月15日 | 2110     | 廣州     | 台北     | 2300     | （原AE873客機） |
| AE871 | 2005年2月16日 | 0900     | 台北     | 上海浦東 | 1220     | 波音738-F100    |
| AE872 | 2005年2月16日 | 1320     | 上海浦東 | 台北     | 1650     | （原AE871客機） |

- 長榮航空

| 航班   | 執行日期      | 起航時間 | 起航點   | 抵航點   | 抵航時間     | 飛機型號         |
| ------ | ------------- | -------- | -------- | -------- | ------------ | ---------------- |
| BR1716 | 2005年1月29日 | 0830     | 台北     | 北京     | 0910         | 空中巴士A330-200 |
| BR1715 | 2005年1月29日 | 1550     | 北京     | 台北     | 1955         | （原BR1716客機） |
| BR1712 | 2005年2月7日  | 1010     | 台北     | 上海浦東 | 1310         | 空中巴士A330-200 |
| BR1711 | 2005年2月7日  | 1440     | 上海浦東 | 台北     | 1745         | （原BR1712客機） |
| BR1716 | 2005年2月15日 | 1000     | 台北     | 北京     | 1420         | 空中巴士A330-200 |
| BR1715 | 2005年2月15日 | 1550     | 北京     | 台北     | 1955         | （原BR1716客機） |
| BR1712 | 2005年2月15日 | 1630     | 台北     | 上海浦東 | 1930         | 空中巴士A330-200 |
| BR1711 | 2005年2月15日 | 2100     | 上海浦東 | 台北     | 2月16日 0005 | （原BR1712客機） |

- 立榮航空

| 航班  | 執行日期      | 起航時間 | 起航點   | 抵航點   | 抵航時間 | 飛機型號        |
| ----- | ------------- | -------- | -------- | -------- | -------- | --------------- |
| B7 78 | 2005年2月6日  | 1000     | 高雄     | 廣州     | 1145     | MD90-30         |
| B7 79 | 2005年2月6日  | 1300     | 廣州     | 高雄     | 1435     | （原B7 78客機） |
| B7 76 | 2005年2月7日  | 1100     | 高雄     | 上海浦東 | 1330     | MD90-30         |
| B7 75 | 2005年2月7日  | 1500     | 上海浦東 | 高雄     | 1750     | （原B7 76客機） |
| B7 78 | 2005年2月14日 | 1300     | 高雄     | 廣州     | 1445     | MD90-30         |
| B7 79 | 2005年2月14日 | 1600     | 廣州     | 高雄     | 1735     | （原B7 78客機） |
| B7 76 | 2005年2月15日 | 0900     | 高雄     | 上海浦東 | 1130     | MD90-30         |
| B7 75 | 2005年2月15日 | 1300     | 上海浦東 | 高雄     | 1550     | （原B7 76客機） |

- 復興航空

| 航班  | 執行日期      | 起航時間 | 起航點   | 抵航點   | 抵航時間 | 飛機型號          |
| ----- | ------------- | -------- | -------- | -------- | -------- | ----------------- |
| GE301 | 2005年2月4日  | 0720     | 台北     | 廣州     | 0900     | 空中巴士A320或321 |
| GE302 | 2005年2月4日  | 1030     | 廣州     | 台北     | 1210     | （原GE301客機）   |
| GE301 | 2005年2月6日  | 0720     | 台北     | 廣州     | 0900     | 空中巴士A320或321 |
| GE302 | 2005年2月6日  | 1030     | 廣州     | 台北     | 1210     | （原GE301客機）   |
| GE303 | 2005年2月7日  | 0720     | 台北     | 上海浦東 | 0740     | 空中巴士A320或321 |
| GE304 | 2005年2月7日  | 0910     | 上海浦東 | 台北     | 1210     | （原GE303客機）   |
| GE301 | 2005年2月14日 | 1030     | 台北     | 廣州     | 1210     | 空中巴士A320或321 |
| GE302 | 2005年2月14日 | 1300     | 廣州     | 台北     | 1445     | （原GE301客機）   |

- 遠東航空

| 航班  | 執行日期      | 起航時間 | 起航點   | 抵航點   | 抵航時間 | 飛機型號        |
| ----- | ------------- | -------- | -------- | -------- | -------- | --------------- |
| EF665 | 2005年2月5日  | 1030     | 台北     | 廣州     | 1230     | 波音757         |
| EF666 | 2005年2月5日  | 1400     | 廣州     | 台北     | 1540     | （原EF665客機） |
| EF808 | 2005年2月7日  | 1000     | 台北     | 上海浦東 | 1250     | 波音757         |
| EF807 | 2005年2月7日  | 1430     | 上海浦東 | 台北     | 1725     | （原EF808客機） |
| EF665 | 2005年2月14日 | 0830     | 台北     | 廣州     | 1030     | 波音757         |
| EF666 | 2005年2月14日 | 1130     | 廣州     | 台北     | 1310     | （原EF665客機） |
| EF808 | 2005年2月14日 | 1300     | 台北     | 上海浦東 | 1550     | 波音757         |
| EF807 | 2005年2月14日 | 1730     | 上海浦東 | 台北     | 2025     | （原EF808客機） |

註：
- 2005年春節（農曆年初一）訂於2005年2月9日。
- 由於中國國際航空的飛機的機身均印有中華人民共和國國旗，為免飛機在台灣降落時形成尷尬，國航租用了旗下山東航空的飛機執行此次台商春節包機任務。

### 花絮
- 由於這是首次容許大陆的航空公司執行台商春節包機，因此這些航空公司比對岸的台灣航空業者更為積極籌辦事宜。反之，台灣的航空業者認為2005年的春節包機由達成協議到首航日期的時間很短，加上很多在台商早已訂購較绕远的普通落地機票，故此，航空公司將首航日期推至較近春節假期前夕。
- 大陆的航空公司較熱衷於搶辦首航，因為這是象徵大陆的航空公司首次飛往台灣。原本中國國際航空安排其航機於2005年1月29日凌晨4時30分起航，但經調整後改為當天早上8時在北京起飛。儘管這樣仍然能使國航成為第一家起飛的大陆航空公司，但國航CA1087仍然比預定的8時正早14分鐘，即上午7時46分起飛。可是，這一提早起飛引致一名「遲到」的台商搭客不能上機，一度令他不滿國航的安排。
- 由於地緣關係，廣州至台北高雄的航程比起從北京或上海起程更近，所以第一架成功降落台灣的中國大陆航空公司航機是在首航日上午8時從廣州起飛的南方航空公司CZ3097航機。亦由於廣州機場是南航的基地，所以雖然在1月29日首航當天，南航CZ3097和廈門航空MF881一塊兒停在停機坪(南航和廈航均屬南航集團旗下)，但是比廈航早15分鐘起飛的南航方面舉行很熱烈的慶祝儀式，而廈航的慶祝儀式較簡單。
- 中國國際航空的航班租用山東航空的飛機，是由於國航是中國大陆的國家航空公司（flag carrier），機身背負中華人民共和國國旗五星紅旗，並且公司名稱含有「國際」二字。雖然台灣方面表明可以接受，但是中國大陆政府為避開因「國際」二字可能引發「國際航班」的聯想或爭議，及五星紅旗飛入台灣的問題，而採用租借國航旗下的山東航空的飛機，用白色油漆遮蓋山航的原有塗裝，再髹上國航標誌、「國航」、「AIR CHINA」以及「租用」的字樣。
- 在首航日的各班中國大陆的航空公司包機均出現比預定航程時間少的情況。例如國航由北京飛往台北和高雄的包機，分別在上午11時33分及11時35分落地，都提早了約一小時。海南航空從北京往台北快了33分鐘，中國東方航空從上海往台北快30分鐘，上海航空從上海往台北快17分鐘，南航和廈航均快了4分鐘。據國航首航機師周寧說，由於旅客上得快，飛機提前起飛，而經過香港飛航情報區時，香港航管叫他們走快點，所以提早到台灣。另外，據透露，陸委會原先規定包機要經過香港國際機場上空的，因為香港民航處作出放寬，例如台北飛上海的航路，依照香港民航處的公告，不用繞經香港機場附近上空，只需經過香港飛航情報區交接點，直接從汕頭轉經廈門、福州到上海。再加上首航日的季候風向令大陆航機順風而航，故此大陆的航機較快完成航程。
- 一直推動台商春節包機的台灣立委章孝嚴，因為本身不是台商身份，不能乘搭他一手推動的春節包機，要轉折地經香港往北京參與首航慶航。當時他笑稱，要在北京開豆漿店賣豆漿，做個台商好了！
- 中國南方航空的機長郝建華透露，由他駕駛歷史性首架降落台灣的南航CZ3097航機時，飛至台灣飛航情報區後，機組人員和台灣地面人員大部份時間用普通話，交雜少量英語交談。尤其是快在台北機場降落時，台北地面傳來「歡迎來到台北」的國語話音，份外親切。而當首航日上午8時47分，航機飛至香港與台灣飛航情報區交接點時，郝建華向機艙報了這個訊息，機艙內頓時歡呼聲一片，大家紛紛舉杯慶賀。郝建華當時所說的一句話代表了航班上所有人的心聲：「一樣的天空，激動的心情」。
- 各家航空公司為了台商春節包機都花盡心思，從選用客機，挑選最資深最優秀的機組人員、最貼心最貼近乘客口味的飛機餐，和機組人員在航機上的用心表演和服務，都務求在這次紀念性的航班添上美意。
  - 在客機方面，海南航空以「國色天香」和「金穗飄香」為題，將飛機機身粉飾一番。而復興航空將香港明星劉嘉玲的頭像彩繪繪在機身上，並邀她作為代言人。很多包機的機艙內都佈置了很多富新年氣息、喜氣洋洋的掛飾。
  - 資深級機師擔任包機首航：負責「大陸第一登陸」的南航機長郝建華為南航總飛行師、副總經理，飛行年資達36年，曾在2003年負責時任中國外長唐家璇到阿富汗喀布爾；國航的「包機第一飛」機長金宜斌（37歲）是該公司第三飛行大隊的大隊，也是全國民航系統最年輕的大隊長，飛行年資16年，安全飛行1萬多小時；華航的首航正駕為王曉平、馬孟先，而副駕駛為女性，孫慧君；而長榮航空首航的機長左惟康亦曾參加過2003年的台商春節包機。
  - 各家航空公司的空姐爭妍鬥麗：各航空公司都挑選最優秀的機艙服務員，空姐們需要懂得普通話和閩南話，為配合春節的來臨，個別航空公司更為空姐設計合時的制服。中國東方航空的派出最優秀組「凌燕組」空姐以唐裝亮相，上裝為大紅或明黃的織錦緞唐裝，緞面上繡有「雙飛蝶」圖案，下裝為黑色中裙；廈航空姐則選用改良唐裝——紅色或黃色的鳳仙裝，被譽為「最能配合春節氣氛」；海航空姐的鮮紅色唐裝，黑色襟邊繡上圖案，整體上表現少數民族感；南航空姐服裝則為火紅色西裙，來表現象徵廣州的木棉花般艷麗；華航空姐則貫徹始終以紫色系列旗袍套裝亮相；國航空姐則穿由「木真了」設計的深淺耦合色相間的中式分身旗袍，旗袍滿身繡有傳統的「萬」字；上航棗紅色西式套裝和長榮墨綠色套裝則流露東西合璧的端莊穩重。
  - 復興航空是首間登陸廣州的台灣航空公司。在廣州的歡迎儀式上，加插了6位年輕復興空姐，舉著「廣州你好」的橫幅，穿上啦啦隊裝跳熱情奔放舞蹈。這支「復興啦啦隊」經常為台灣棒球隊打氣，這次復興首航廣州，也邀請她們為廣州帶來歡暢氣氛。
  - 在機艙上的服務員亦全程投入，有質素的服務員以普通話和閩南話和乘客交流倍覺親切，還加插文娛表演令機艙熱哄哄。例如國航準備了小合唱《外婆的澎湖灣》、薩克斯風吹奏中國民歌《茉莉花》，還有猜謎、詩句接龍等節目。而以福建廈門為基地的廈航則全程照顧「同聲同氣」的台商，全程以地道閩南話交流，還推出福建茶文化表演。
  - 航機餐飲亦是這次台商春節包機比併項目。為配合過新歲和兩岸美食，各航空公司都以最優秀的大廚師精製航膳，並為菜式冠以好意頭的名，輯錄各航空公司台商春節包機航膳如下：

| 中國國際航空 海南航空 | ·大廚陳嘯紅師傅負責配製 ·精心挑選出一些適合台灣人口味的飯菜 ·國航特意為過年準備餃子 |
| 中國南方航空          | ·首航去程航班點心餐譜：台灣肉醬米粉、糯米雞、蝦餃、冷葷、時令水果和甜品 ·回航正餐餐譜：台灣燒肉、粵式燒鴨、銀鱈魚、冷葷、時令水果和芝士等                                                                                     |
| 上海航空              | ·上海特色的城隍廟五香豆和餅乾 ·贈送3年陳「和酒」 |
| 廈門航空              | ·讓乘客品嚐福建台灣名茶包括福建安溪鐵觀音、武夷岩茶、台灣凍頂烏龍等 ·閩南特色小吃 |
| 復興航空              | ·中式早餐：「金雞報喜」——金絲瓜炒米粉 ·西式早餐：「富貴花開」——炒雞蛋 ·廣州飛台北回程有「吉祥如意」芝士蛋糕 ·為配合「幸福團圓」的主題，連客艙裏的飲料也特意挑選好意頭的桂圓紅棗茶 ·客艙裏的巧克力全部用紅色袋子裝好才發給旅客 |
| 長榮航空              | ·北京口味的「芥茉墩」 ·台灣小吃、北京小吃 ·飛往上海的包機準備了雪菜年糕、獅子頭、燕京啤酒、花雕黃酒 |
| 立榮航空              | ·地道的台灣料理菜色，包括海鮮匯、台式鹵味併盤、開運麵、懷舊排骨 ·為台灣人準備應春節的福圓紅棗茶 |
| 中華航空公司          | ·集台、滬、京風味的各式餐飲 ·香腸米糕、象徵大吉大利的橘子 ·「京雞報喜」、「鴻運當頭雞」等以「雞」為主題的菜式 |
| 華信航空公司          | ·甚有新年氣息的「臘味飯」、「炒年糕」 |
| 中國東方航空 遠東航空 | ·台灣風味特色：台式鹵水雞、台式炒米粉、三杯雞、台式小炒、台式馬蹄糕和椰子糕等 |

- 雖然台灣陸委會設定框架，只准台商和其家眷及員工可以乘坐包機，但是有發現部分乘客並非擁有台商身份，包括旅行團、記者、在大陆求學的台灣學生甚至外勞菲傭。首航當天甚至還有媒體記者混入台商包機，全程連線報導。據知台灣有些旅行社也看準台商資格寬鬆認證，趁機在台灣大搞北京團、廣州團、上海團，以低廉的團費吸引民眾報名。據了解該等旅行社將團員名單傳真至大陆各台商協會認證，由於許多台商協會只要繳納規費，就願出具台商資格證明，因此透過大陆方面「過關」機率很高，旅行社便循此管道，為團員取得購票資格。
- 並不是每班台商春節包機都是爆滿的。其中在2月5日遠東航空公司從台北飛往廣州的EF666航班曾創下只有4名台商乘客的低紀錄。台商乘客賴女士一家四口是來自湖北武漢，在1月29日乘坐廈航台商春節首航包機回台灣，再在2月5日乘遠航包機趕回大陆過年。賴女士等4人得到遠航機組人員共20人的「獨家」熱情服務，令她感到格外愉快。

## 2006年台灣居民春節包機
- 時間：2006年1月20日至2月13日
- 航班數目：雙方各執行36個航次，即總共72個航次
- 主要对象：持合法證件的台灣居民
- 往來城市：中國大陆——北京、上海、广州、廈門；台湾——台北、高雄
- 负责航空公司：大陆和台湾各由6间航空公司负责
  - 大陆方面——中國國際航空、中國東方航空、中國南方航空、上海航空、廈門航空、海南航空
  - 台灣方面——中華航空、長榮航空、華信航空、立榮航空、復興航空、遠東航空
- 总客运量：待統計
- 特色：对飞，繞飛香港航空管制區，不经停第三地

### 大事紀
- 2005年11月18日：海峡两岸航空运输交流委员会副理事长浦照洲在中共中央台湾工作办公室新闻发布会上宣布，2006年两岸春节包机方案已确定。
- 2006年1月20日：上午7時6分，中華航空編號CI585台北中正國際機場首先起飛。華航班機中午飛抵上海後，在回程時（同一飛機，編號則為CI586）接載一位罹患運動神經元疾病的病患者，由台灣陸委會特案許可兩位大陆醫護人員陪同隨飛機返台灣。該次飛航創下了兩岸首次為重症病患者不須經第三地，直接從大陆飛返台灣就醫的先例。（页面存档备份，存于）
- 2006年的春節包機新增台北來往廈門的航線。

### 花絮
- 相對於2005年兩岸直航包機的大肆報導，2006年台灣居民包機從各方媒體報導和航空公司的反應來看，均較為低調。例如取得「頭籌」機會的中華航空公司，當天沒有宣傳活動，只按一般航班處理。媒體方面，各兩岸三地的報章對此事的報導篇幅，都對比2005年時為少；影像媒體方面，較落力報導的只有台灣的東森電視，而大陆的中央電視台亦只以一般新聞報導方式來報導。
- 彩繪飛機是該年度航空公司放在兩岸包機的重點。多家航空公司都派出色彩斑爛的彩繪機到兩岸包機的航班：
  - 中國國際航空公司首次自行派機執行包機任務，但由於五星紅旗的問題，國航的包機隊伍是清一色的彩繪機。在2006年的包機使用了波音737-700，機身編號 B-5202（页面存档备份，存于） 的2008年北京奧運彩繪飛機，機身印有中英文的北京奧運會口號「同一個世界，同一個夢想（One World, One Dream）」，帶出2008北京奧運的驕傲。
  - 長榮航空在部份班次使用空中巴士A330，機身編號 B-16303（页面存档备份，存于） 的Hello Kitty彩繪飛機，來往台北和北京。
  - 海南航空從北京到台北包機以「快樂海浪」彩繪機，象徵包機快樂出航。
  - 遠東航空廈門包機則以「尊榮無限」彩繪機，表達對包機旅客的尊榮。
- 這次兩岸包機首次執行了「兩岸醫護直航」的先例，而該次的病患對象是1960年代的台灣歌手葉彩育（藝名葉玲）。華航亦特意為她拆了6個座位，保留兩座位，安置醫療擔架，讓葉玲能夠舒適地平躺回台灣就醫。葉玲的夫婿亦感激在心，他說：「沒有直航包機，我的太太可能就回不了台灣。」

## 兩岸對台商春節包機的反應

### 領導層面
中國大陸方面以中共中央台灣工作辦公室主任陳雲林為首，帶領民用航空總局的人員和台灣政府代表協商。不過，北京政府對於所有兩岸間領導層的協商，必定要建基於「九二共識」，這仍然是與陳水扁政府有很大的分歧。北京政府堅持既然雙方政府未有共識，不准許兩岸半官方機構海基會和海協會進行協商，這是增加台商春節包機進展的難度。為了促成協商，在2003年和2005年春節包機時，兩岸只可以低一層次以民間航空業界層面進行。
另外，中國大陸對台灣政治氣候非常敏感，每當陳水扁政府做出令北京政府感到不安的事件時，中國大陸對台灣更具戒心。最具體的例子是2004年台商春節包機的胎死腹中。當時台灣的民主進步黨陳水扁連任總統，並繼續被中國共產黨認為有台獨傾向，再加上兩岸沒有特別多的共同利益，很難談攏，雙方所謂的意識型態攻防，其實是利益角力。
中國大陸私底下對大原則極度堅持，表面上則表現出極大的善意。在談2005年春節包機時，中共中央台辦主任陳雲林曾說：「只要是有利於台灣同胞的事情，我們都願意努力去做。」並表示「大陆在積極推進兩岸「三通」的政策主張是一貫的，並為此進行長期的努力，表達很大的善意和誠意。」又譬如在2003年台商春節包機，台灣方面設下限制，令中國大陸的航空公司雖然不能參與，但中國共產黨亦根據雙方協商後的共識提供協助。
但在實際上，無論大陆或是台灣，對直航的態度還是相當務實的追求自方利益。
中國大陸方面，對於台灣航空公司的幫助也限於对中國大陸有利的方向，例如中國大陸對貨運直航的態度非常不正面、而積極推動客運直航，原因是貨運包機得益的大部分在台灣一方。
台灣方面，民進黨對直航的態度也是著眼台灣利益，而民進黨認為台商包機對台灣經濟上助益很小、沒有必要在政治上犧牲，因此台商春節包機的協商表現相當冷淡。再者民進黨認為中國大陸不值得信任（也是民進黨主張台獨的重要原因），必須避免台灣單方面依靠中國大陸，擔心損害台灣主權、人權、經濟與國家安全。
台商包機確實可以方便台商回台過節，但對台灣來說，最有利的直航模式有二：一是貨運直航，這樣對台灣的上游產業有相當正面的幫助、也可以降低廠商西進的誘因、也可以增加華航、長榮兩家航空公司在貨運上的競爭力；第二是能獲得轉機客的直航模式，可以讓桃園機場成為進入中國大陸的一個門戶。台商包機與這兩點無關，也就是說台商包機對台灣幫助不大。

### 航空業界
對於兩岸航空業界來說，儘管2003年和2005年的兩次台商包機都並非為航空公司帶來收入，但能夠執行春節台商包機總是一個美夢，亦是為未來航空業界帶來萬限商機。
營運2003年的春節台商包機對航空公司來說是絕對賠本的，因為這次指定包機只可單向載客，即是航機來回程兩程中，其中一程是不能載客的，無形中這程空機的成本要由載客的另一程去回本；另外，航線指定無論往台北還是往上海，都不能直航而需要經停香港或澳門，變相航程加長了，更耗燃油。即使飛機載滿台商也未必抵消成本。另外，由於飛機要在港澳額外起降，因此還是一樣麻煩。
不過當台灣各航空公司獲准參予2003年台商春節包機行動，在短短10多天間，6家台灣航空公司迅速地向所屬民航總局申請往來海峽的航班，並與大陆落地處（上海）有關的航空公司和旅行社等商簽了地面代理協議和票務合作安排。2003年的成功令台灣的航空公司初次和大陆航空界正式交流。
到2005年的台商春節包機任務，兩岸的航空公司獲准以「雙向曲航、不停第三地」的方式進行。對此大陆的航空公司特別雀躍，因為這是其首次執行有關任務，富歷史意義。事實上，2005年的台商包機由於時間過於倉促，有很多台商已經訂好了較轉折的普通航班，令到各承辦包機的航空公司要各出其謀，除了抓著僅餘未買機票的乘客外，還為先前已訂了普通機票的乘客轉乘包機。有些航空公司如南航和廈航均提出，為乘坐各自航班春節包機的台商提供任何一地到廣州的免費機票服務。
儘管兩岸直航能否成事變數重重，但兩岸航空業界對直航抱著很大的憧憬，因為隨著兩岸的經濟交流頻繁，兩岸直航的需求量極大。航空公司熱衷於執行春節包機，每間航空業者都藉著春節包機與對岸的航空業者，是為著累積有關運作經驗，以便日後兩岸直航成事實時，便能佔盡先機。

### 兩岸民間
在台灣，以國民黨立法委員蔣孝嚴為首的訪問團能夠促成台商春節包機，使國民黨與泛藍陣營得到民眾支持，特別在馬英九政府上台後，國民黨把握這個能夠與北京政府進行商談，希望以「大陆牌」來重新打動台灣民眾，尤其是幾十萬受惠於包機的在大陆台商。國民黨民意代表，將「台灣民生、兩岸關係、國際事務」三個兩岸焦點塞進「春節包機」中，成功幫助台灣民眾對包機的期望和需要，緩和兩岸嚴峻氣氛，和使國際關注兩岸春節包機案。這次成功更促進在野的國民黨和大陆的互動，為兩方日後的交往奠下良好的經驗。
台商和能夠乘搭春節包機趕新歲的人士自然是台商春節包機的實際得益者，從沒有包機時需要一整天由台海的一岸返抵對岸，到2003年乘春節包機「一機到底」約5小時，到2005年乘包機「一機到底、不經停」約4小時，台商免卻了不少奔波之餘，亦享受到難得的優質航機服務。他們對能夠促成春節包機的兩岸有關單位非常欣賞。
至於大陆民眾雖然未能坐春節包機，不能享受箇中的便捷，但是也嚮往著兩岸未來「三通」的實施，加強交流和融合。在實際表現上，熱情的民眾也有表達支持春節包機的行動，例如在2005年春節包機首航當天，上海大眾計程車公司將全滬僅有的50輛高檔賓士計程車，在前窗玻璃上貼上紅色而又喜氣的字幅「回台灣，過年嘍！」，免費為乘搭包機的台商們接至上海浦東國際機場。
2014年8月15日，名嘴董智森批評，《自由時報》反對兩岸直航，聲稱兩岸直航會讓中國人民解放軍搭米格機尾隨民航機占領臺灣；然而與《自由時報》同屬聯邦集團的瓏山林企業在臺北市內湖區的建案「瓏山林藝術館」天天打廣告宣稱，上海到臺灣直航後，出了臺北松山機場、沿著臺北市民權東路就可以直接回家，目標客群鎖定台商，擺明收割兩岸直航的好處；以瓏山林藝術館廣告對照《自由時報》反中言行，「這就是標準的說一套做一套」。

## 2008年兩岸特定人道包機
2008年5月12日四川發生汶川大地震，地震發生後台灣陳水扁政府為順利讓在四川的台灣旅客盡速返台，而積極向大陆方面協商。最終達成協議，由長榮航空、中華航空、復興航空、華信航空於5月16日以包機的模式由台灣方面派出四個架次的飛機分別自成都（華信航空）和重慶（其餘三者）的機場搭載旅客返台。

## 2008年兩岸週末包機

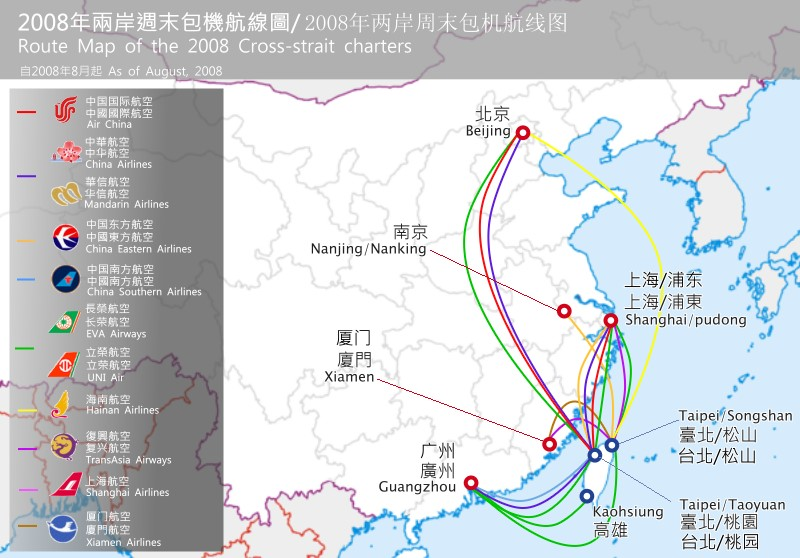
2008年兩岸週末包機航線示意圖

2008年6月13日，兩岸經過協商後，決定開始兩岸週末包機，每週五到週一將有18個航次飛行。與先前的直航包機不同的是，兩岸所有合法旅客皆可乘機往返。在飛行航路方面，雙方同意儘快協商開通兩岸直達航路和建立雙方空管方面的直接交接程序。在直達航路開通前，包機航路得暫時繞經香港飛航（行）情報區。大陆將開放北京首都國際機場、上海浦東國際機場、上海虹橋國際機場、廣州白雲國際機場、廈門高崎國際機場和南京祿口國際機場與台湾的台灣桃園國際機場、台北松山機場、台中清泉崗機場、高雄國際機場、馬公機場、金門機場和台東機場對飛。
2008年7月4日，中國南方航空載著230名首批旅客順利飛抵台灣桃園國際機場。
2008年8月起，兩岸航空公司的台灣航點只剩下松山、桃園、台中、高雄。

### 問題點
除了支持週末包機的聲音外，亦有對兩岸週末包機表示疑慮的意見。世界日報曾分析馬英九政府的談判能力不足，另也有許多人士對直航的內容提出質疑，包括航線的規劃如軍方禁航區的影響、開放並花錢升級沒航空公司飛的航點、開放台北松山機場弊大於利（松山機場增加的方便性不多，卻會分散台灣桃園國際機場的客源及發展資源；廢除松山機場也是台北都會區都市規劃的許多難題的最好解答）、尚未獲得對台有利的延遠權問題以及貨運直航（大陆方面也承認貨運包機對台有利） 等議題。

## 兩岸平日包機

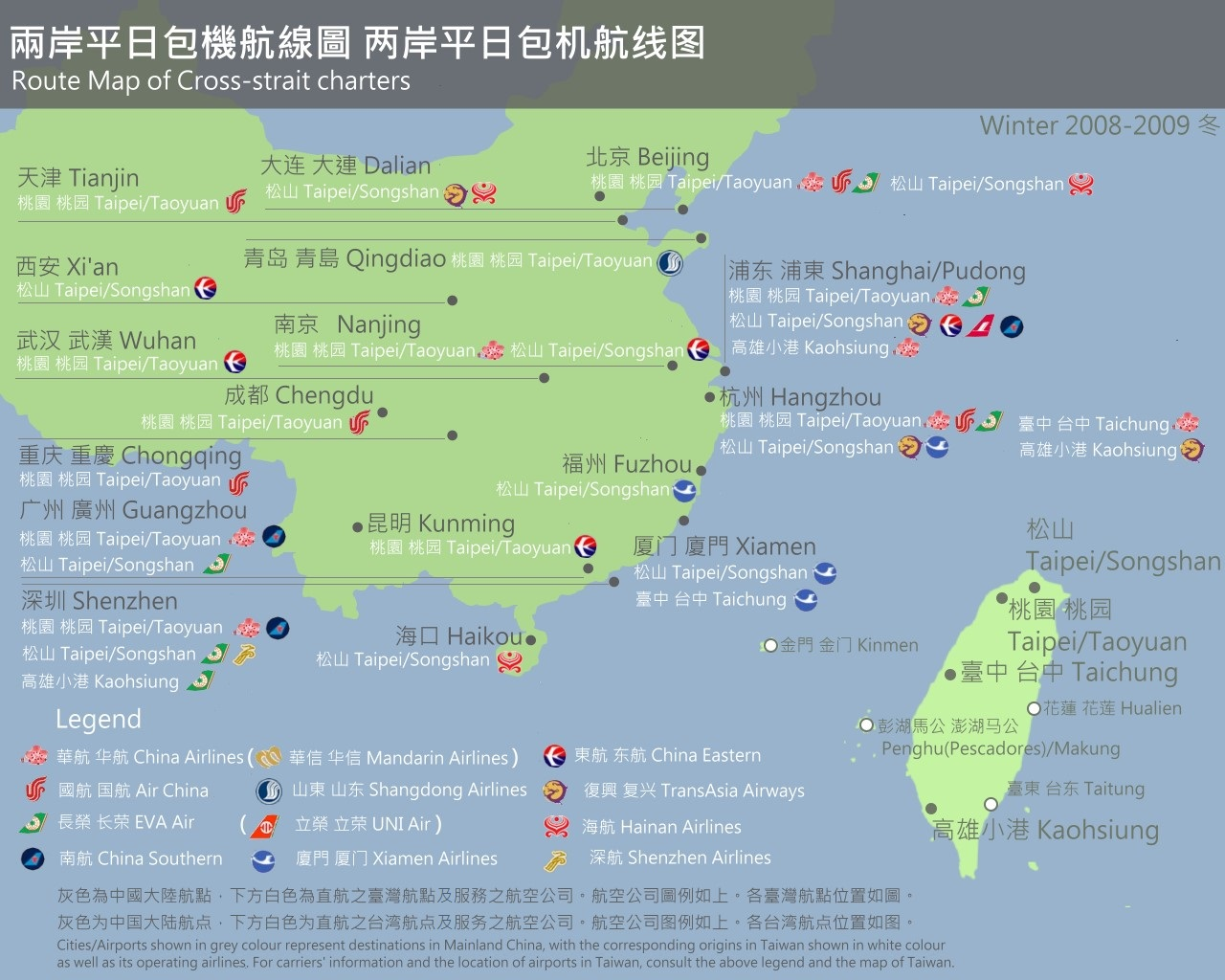
2008年兩岸平日包機航線示意圖

2008年12月15日，两岸实现真正直航，同时实现常态包机。復興航空松山─上海航班及深圳航空深圳─松山航班分別為兩岸的首發航班。 此次大陆方面开放16个機場包括原有的北京、上海浦东、广州、厦门、南京外，还有杭州等新進航點，台湾方面则开放桃園、高雄、臺中、臺北、澎湖、花蓮、金門、臺東8个航点，同时，上海浦东、广州、高雄和桃园开放货运包机。 在隨後的幾個星期內，隨後加入的大陆航點包括武漢、成都、大連、重慶、青島、天津、西安、昆明、海口、福州和長沙。2009年4月18日，又开通了沈阳－台北航线，这是东北省会城市唯一直飞台湾的直航包机，也是大陆现有航点中最北端的城市直飞台湾及航线最长的两岸包机。
關於兩岸平日包機的後續效應，多方反應不一。由於兩岸航線定位不明，延遠權的問題仍難能解決。對於業者及民眾所期待的第五航權開放，民航局表示並不樂觀。外籍業者也可能無法加入兩岸航線的經營。 此外，大陆籍業者太鍾情位於台北市區的松山機場，開通了多條往來於大陆基地與松山間的航班，導致松山始發的架次出現了兩岸數量不平均的現象。 成為最熱門的航點後，過去定位為應該廢除的國內機場的台北松山機場當然面臨服務不足的問題，有別於現在一、二期航廈混用的情況，未來松山機場計畫將原服務國內航線的第一航廈做為國際航廈，而原為軍用的第二航廈將改做國內航廈以因應逐漸萎縮的國內線市場。 隨著兩岸航線的開起，及更多國際航線邊境檢查設施的啟用，松山機場可望於2010年日本東京羽田機場跑道增建後開起飛往東京羽田的航班。 民航局目前更規劃在民國100年時將松山機場轉型定位為商務機場，提供包機服務。 但松山直航的負面影響也開始出現：在松山直航後，中正航空站前主任周文軍指出桃園機場面臨「松山瓜分旅客 大陸機場競爭」這個問題；而另一個不良影響就是而由於松山機場開闢兩岸等國際航線，因此居民受噪音危害情況大幅提高，而相關單位卻以這些數據是合格的官腔回應。如前述，松山機場有相當的負面影響，目前的擴充，必然在未來廢除松山機場時造成浪費。
而大陆最搶手的航點上海，受到目前浦東國際機場及上海空域逐漸壅塞的影響，2010年前逐步分流航班至擴建完成的虹橋國際機場。

## 轉為定期航班

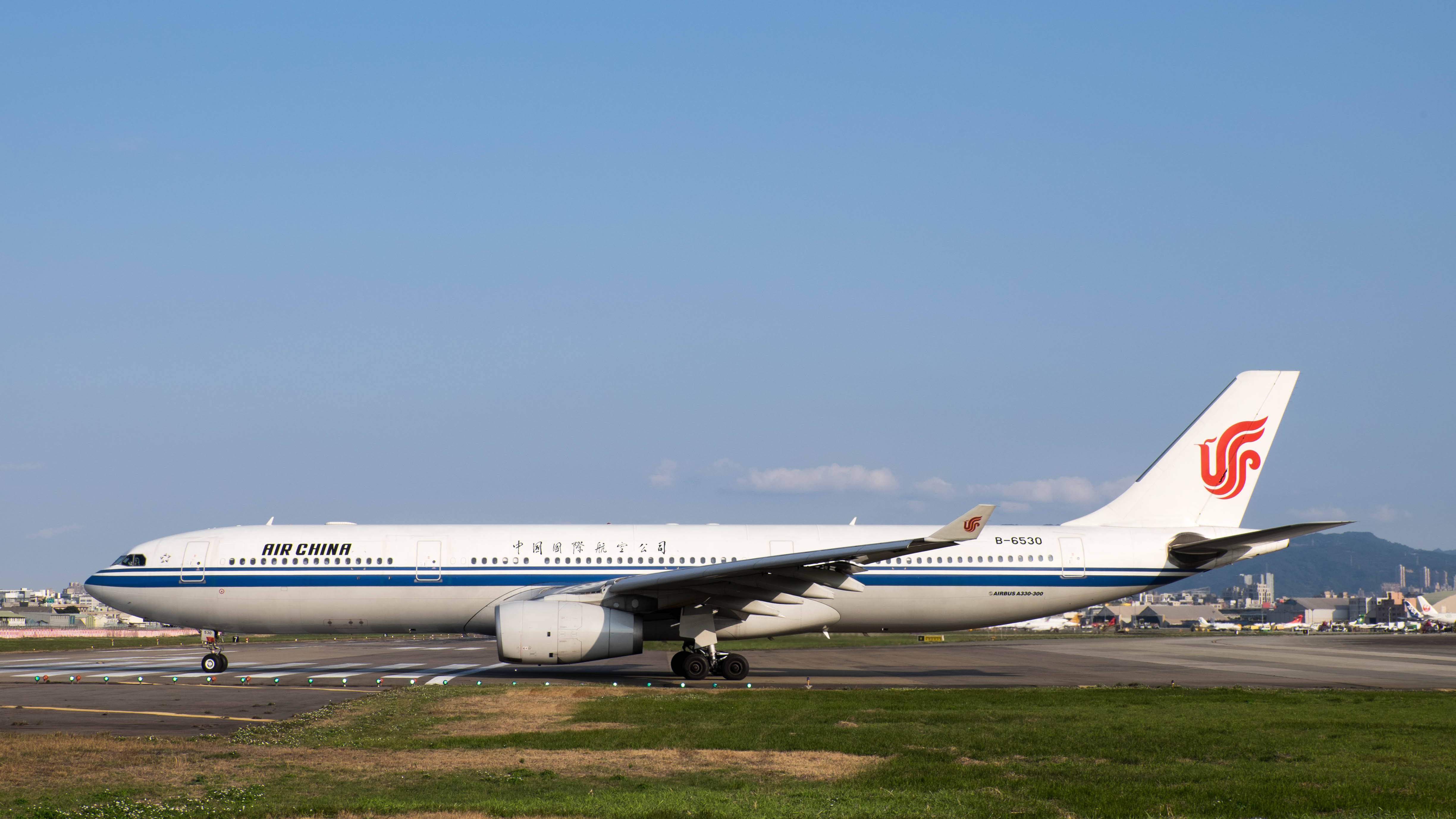
執行兩岸定期航班的中国国际航空A330-300在松山機場，機身上不載國旗

第三次江陳會談提議將包機轉為定期航班，除此之外有以下進展：使用較佳航路、允許定期客機機腹載貨（可以節省成本，亦吸引航空公司將航班由松山機場轉移至桃園機場）。
兩岸定期航班已經於2009年8月31日啟航，但相較於包機，定期航班的法律及技術談判，更難迴避統獨問題。

## 後續
- 2011年6月30日：核定臺南機場開放國際與兩岸業務，曾有臺南—武漢定期航線。
- 2012年12月17日：核定嘉義機場國際與兩岸業務，春秋航空曾有嘉義—上海浦東包機。
- 2016年2月1日：开放陆客中转，大陆居民持中华人民共和国护照可从重庆江北机场、南昌昌北机场或昆明长水机场出发，飞往台湾后中转前往第三地，无需持有往来台湾通行证和有效签注。从其他城市出发经台湾转机前往第三地的大陆旅客仍需持有有效的往来台湾通行证和有效除团队旅游外的签注方可出境。无入台证不可入境台湾地区。
- 2020年2月7日：台湾政府以2019冠状病毒病的台湾防疫需求为由，宣布两岸间的直飞航线大幅限飞，只留下由桃園往返北京、上海、厦门及成都4个城市的两岸直飞航线，原定自2月10日0时起停飞至4月29日23时59分结束。但目前除原先在双流机场营运的台湾航线于2023年夏秋航季转场至天府机场外，仍维持大陆4座城市而并未增加航点；台湾与大陆间的空运直航，暂时陷入2008年以来未曾有过的大幅度中断。[35][36]
- 2023年2月1日：中國大陆航空主管部門通過《海峽兩岸空運協議》聯繫管道致函台灣，呼籲開放16個直飛航點[37]。
- 2023年3月9日：陸委會副主委兼發言人詹志宏表示，兩岸之間目前有5個航點繼續直航。陸委會規劃開放10個定期航班航點，分別為深圳、廣州、南京、重慶、杭州、福州、青島、武漢、寧波、鄭州；另規劃開放13個包機航點，分別為瀋陽、無錫、海口、長沙、西安、濟南、合肥、南昌、天津、溫州、大連、桂林、徐州[38]，並于次日（3月10日）生效[39][40]。